# România Literară
România Literară (dawniej Gazeta Literară) – rumuński tygodnik literacko-artystyczny wydawany w Bukareszcie przez rumuński Związek Pisarzy.
Pismo zostało zapoczątkowane w styczniu 1855 r. (zostało zamknięte w grudniu 1855, wznowiono je w 1954 r.). Od 1968 r. wychodzi w obecnej postaci jako România Literară.